# Campeonato Paulista de Futebol de 2007
O Campeonato Paulista de 2007 foi a 67.ª edição do campeonato organizado pela Federação Paulista de Futebol da principal divisão do futebol paulista, disputado entre 17 de janeiro e 6 de maio. O Santos foi o campeão da competição pela segunda vez consecutiva, depois de vencer o São Caetano na final do campeonato.
O atacante Somália, do vice-campeão São Caetano, foi o artilheiro da competição, com 13 gols marcados.

## Regulamento
A fórmula do campeonato sofreu alterações em relação à edição anterior. Houve uma primeira fase, onde todos jogaram contra todos em turno único, com os quatro melhores ao fim desta fase se classificando às semifinais e os quatro últimos sendo rebaixados à Série A2 (segunda divisão) do campeonato.
Uma inovação do campeonato foi a disputa entre os quatro melhores, no sistema mata-mata (um jogo de ida e um de volta), de semifinais, com o melhor colocado da primeira fase detendo a vantagem de dois empates ou de dois resultados com o mesmo saldo. Os vencedores dos confrontos fizeram a final, vencida pelo Santos, que celebrou seu 17.º título estadual.
Este ano houve outra inovação: ao fim da primeira fase, os quatro melhores clubes do "interior" (excluiram-se os times da Capital e o Santos) que não estavam nas semifinais disputaram entre si um torneio pra determinar o Campeão do Interior. Os jogos foram em sistema de mata-mata, com o melhor colocado do "interior" enfrentando o quarto melhor com o segundo e terceiro jogando entre si. Ao final do torneio, o estreante Guaratinguetá ganhou o 1º título de sua história.
Além disso, foi criado o Torneio Revolução de 32, que seria disputado entre as equipes da cidade de São Paulo e o Santos, contabilizando apenas as partidas entre eles durante o turno, excluindo partidas da fase final do campeonato.

## Classificação da primeira fase
| Time | Time                 | PG | J  | V  | E | D  | GP | GC | SG  | AP%  |
| --- | -------------------- | -- | -- | -- | - | -- | -- | -- | --- | ---- |
| 1 | Santos               | 50 | 19 | 16 | 2 | 1  | 45 | 19 | 26  | 87,7 |
| 2 | São Paulo            | 44 | 19 | 13 | 5 | 1  | 41 | 14 | 27  | 77,2 |
| 3 | São Caetano          | 36 | 19 | 11 | 3 | 5  | 32 | 22 | 10  | 63,2 |
| 4 | Bragantino           | 35 | 19 | 10 | 5 | 4  | 35 | 16 | 19  | 61,4 |
| 5 | Palmeiras            | 35 | 19 | 10 | 5 | 4  | 39 | 25 | 14  | 61,4 |
| 6 | Paulista             | 31 | 19 | 9  | 4 | 6  | 34 | 31 | 3   | 54,4 |
| 7 | Noroeste             | 30 | 19 | 9  | 3 | 7  | 38 | 20 | 8   | 52,6 |
| 8 | Ponte Preta          | 30 | 19 | 9  | 3 | 7  | 29 | 24 | 5   | 52,6 |
| 9 | Corinthians          | 29 | 19 | 8  | 5 | 6  | 35 | 27 | 8   | 50,9 |
| 10 | Guaratinguetá        | 25 | 19 | 7  | 4 | 8  | 29 | 26 | 3   | 43,9 |
| 11 | Ituano               | 25 | 19 | 7  | 4 | 8  | 22 | 25 | -3  | 43,9 |
| 12 | Rio Claro            | 22 | 19 | 5  | 7 | 7  | 23 | 31 | -8  | 38,6 |
| 13 | Juventus             | 20 | 19 | 6  | 2 | 12 | 18 | 31 | -13 | 35,1 |
| 14 | Marília              | 20 | 19 | 5  | 5 | 9  | 29 | 30 | -1  | 35,1 |
| 15 | Grêmio Barueri       | 20 | 19 | 5  | 5 | 8  | 21 | 31 | -10 | 35,1 |
| 16 | Sertãozinho          | 19 | 19 | 4  | 7 | 8  | 22 | 33 | -11 | 33,3 |
| 17 | América de Rio Preto | 17 | 19 | 4  | 5 | 10 | 22 | 36 | -14 | 29,8 |
| 18 | São Bento            | 16 | 19 | 4  | 4 | 11 | 27 | 48 | -21 | 28,1 |
| 19 | Rio Branco           | 13 | 19 | 3  | 4 | 12 | 18 | 40 | -22 | 22,8 |
| 20 | Santo André          | 10 | 19 | 2  | 4 | 13 | 21 | 40 | -19 | 17,5 |
| PG - pontos ganhos; J - jogos; V - vitórias; E - empates; D - derrotas; GP - gols pró; GC - gols contra; SG - saldo de gols; AP% - aproveitamento em porcentagem |                      |    |    |    |   |    |    |    |     |      |

|  |                                                |
|  | Classificados às semifinais                    |
|  | Classificados ao torneio "Campeão do Interior" |
|  | Eliminados na primeira fase                    |
|  | Rebaixados à Série A2 de 2008                  |

## Fase final
Em ambas as fases, o time à esquerda joga a partida de volta como mandante.

### Semifinais
Jogos de ida: 14 de abril e 15 de abril

Jogos de volta: 21 de abril e 22 de abril 
| Time 1    | Total | Time 2      | ida | Estádio         | volta | Estádio |
| --------- | ----- | ----------- | --- | --------------- | ----- | ------- |
| Santos    | 0-0   | Bragantino  | 0-0 | Marcelo Stéfani | 0-0   | Morumbi |
| São Paulo | 2-5   | São Caetano | 1-1 | Pacaembu        | 1-4   | Morumbi |

### Final

#### Jogo de ida:[3]
| 29 de abril de 2007 | AD São Caetano                 | 2-0 | Santos FC | Estádio Cícero Pompeu de Toledo                  |
| 16:00               | 8' Luís Henrique · 81' Somália |     |           | Público: 32 136 Árbitro: Paulo César de Oliveira |

AD São Caetano: Luiz; Paulo Sérgio, Thiago, Maurício e Triguinho; Luiz Alberto, Galiardo, Ademir Sopa e Douglas (Marabá); Luiz Henrique (Marcelinho) e Somália (Cláudio). Técnico: Dorival Júnior
Santos FC: Fábio Costa; Denis (Pedrinho), Adaílton, Antônio Carlos e Kléber; Rodrigo Souto, Maldonado, Cléber Santana (Moraes) e Zé Roberto; Rodrigo Tabata (Jonas) e Marcos Aurélio. Técnico: Vanderlei Luxemburgo

#### Jogo de volta:[4][5]
| 6 de maio de 2007 | Santos FC                        | 2-0 | AD São Caetano | Estádio Cícero Pompeu de Toledo                                           |
| 16:00             | 24' Adaílton · 81' Júnior Moraes |     |                | Público: 59 063 Renda: R$ 1.028.550,00 Árbitro: José Henrique de Carvalho |

Santos FC: Fábio Costa; Maldonado, Adaílton, Ávalos e Kléber; Rodrigo Souto, Cléber Santana (Carlinhos), Pedrinho (Rodrigo Tabata) e Zé Roberto; Jonas (Moraes) e Marcos Aurélio. Técnico: Vanderlei Luxemburgo
AD São Caetano: Luiz Silva; Paulo Sérgio, Maurício, Thiago e Triguinho; Luís Alberto, Glaydson (Ademir Sopa), Canindé (Galiardo) e Douglas; Luiz Henrique (Marcelinho) e Somália. Técnico: Dorival Júnior
| Time 1 | Total | Time 2      | ida | volta |
| ------ | ----- | ----------- | --- | ----- |
| Santos | 2-2   | São Caetano | 0-2 | 2-0   |

Santos campeão paulista por ter melhor campanha na primeira fase.
| Campeonato Paulista de 2007 |
| --------------------------- |
| Santos Campeão (17º título) |

## Campeão do Interior
Em ambas as fases, o time à esquerda joga a partida de volta em casa.

### Semifinais
Jogos de ida: 14 de abril e 15 de abril

Jogos de volta: 21 de abril e 22 de abril
| Time 1   | Total | Time 2        | ida | Estádio                  | volta | Estádio                        |
| -------- | ----- | ------------- | --- | ------------------------ | ----- | ------------------------------ |
| Paulista | 1-3   | Guaratinguetá | 0-1 | Estádio Martins Pereira  | 1-2   | Estádio Doutor Hermínio Ometto |
| Noroeste | 3-2   | Ponte Preta   | 2-1 | Estádio Moisés Lucarelli | 1-1   | Estádio Alfredo de Castilho    |

### Final
Jogo de ida: 28 de abril- Estádio Martins Pereira

Jogo de volta: 6 de maio- Estádio Alfredo de Castilho
| Time 1   | Total | Time 2        | ida | volta |
| -------- | ----- | ------------- | --- | ----- |
| Noroeste | 1-2   | Guaratinguetá | 1-1 | 0-1   |

| Campeão do Interior de 2007 |
| Guaratinguetá               |
| --------------------------- |
| Guaratinguetá (1º título)   |

## Seleção do campeonato
| Posição          | Jogador              | Clube       |
| Goleiro          | Fábio Costa          | Santos      |
| Lateral-direito  | Paulo Sérgio         | São Caetano |
| Zagueiro         | Antônio Carlos       | Santos      |
| Zagueiro         | Alex Silva           | São Paulo   |
| Lateral-esquerdo | Andrezinho           | Bragantino  |
| Volante          | Maldonado            | Santos      |
| Volante          | Josué                | São Paulo   |
| Meia             | Zé Roberto           | Santos      |
| Atacante         | Edmundo              | Palmeiras   |
| Atacante         | Marcos Aurélio       | Santos      |
| Atacante         | Somália              | São Caetano |
| Técnico          | Vanderlei Luxemburgo | Santos      |
| ---------------- | -------------------- | ----------- |

- Craque do Campeonato: Zé Roberto (Santos)
- Craque do Interior: Andrezinho (Bragantino)
- Revelação: David Braz (Palmeiras)

Fonte:

## Principais artilheiros
| Jogador          | Gols | Clube          |
| ---------------- | ---- | -------------- |
| Somália          | 13   | São Caetano    |
| Edmundo          | 12   | Palmeiras      |
| Finazzi          | 12   | Ponte Preta    |
| Cléber Santana   | 11   | Santos         |
| Edno             | 10   | Noroeste       |
| Sorato           | 9    | Ituano         |
| Marcos Denner    | 9    | Paulista       |
| Alex Afonso      | 8    | Bragantino     |
| Gilsinho         | 8    | Paulista       |
| Osmar            | 8    | Palmeiras      |
| Roberto Santos   | 8    | São Bento      |
| Thiago Humberto  | 8    | Grêmio Barueri |
| Vandinho         | 8    | Noroeste       |
| Welington Amorim | 8    | Marília        |
| Hugo             | 7    | São Paulo      |
| Otacílio Neto    | 7    | Noroeste       |
| Dinei            | 6    | Guaratinguetá  |
| Éverton          | 6    | Bragantino     |
| Luciano          | 6    | Rio Claro      |
| Marcos Aurélio   | 6    | Santos         |
| Pedrão           | 6    | Grêmio Barueri |
| Christian (*)    | 5    | Corinthians    |
| Leandrinho       | 5    | Noroeste       |
| Lenílson         | 5    | São Paulo      |
| Luiz Henrique    | 5    | São Caetano    |
| Márcio Mixirica  | 5    | Sertãozinho    |
| Michael          | 5    | Guaratinguetá  |
| Roger            | 5    | Corinthians    |
| Sandro Gaúcho    | 5    | Santo André    |
| Sérgio Júnior    | 5    | São Bento      |
| Vandinho         | 5    | Guaratinguetá  |
| William          | 5    | Palmeiras      |
| Wilson           | 5    | Corinthians    |
| Anderson         | 4    | Ponte Preta    |
| Canindé          | 4    | São Caetano    |
| Elias            | 4    | São Bento      |
| Eraldo           | 4    | Rio Branco     |
| Fabiano Gadelha  | 4    | Marília        |
| Jonas            | 4    | Santos         |
| Leandro Love     | 4    | Rio Branco     |
| Márcio Barros    | 4    | América        |
| Nunes            | 4    | Juventus       |
| Rodrigo Tabata   | 4    | Santos         |
| Rosimar          | 4    | Bragantino     |

(*) O jogador se transferiu pro Internacional em 01/02